# 高尾甚造
高尾 甚造（たかお じんぞう、1898年（明治31年）9月5日 - 1958年（昭和33年）10月6日）は、昭和時代前期の朝鮮総督府官僚。江原道知事、慶尚北道知事。

## 経歴
高尾武造の三男として熊本県葦北郡日奈久村（日奈久町を経て現八代市）に生まれる。1921年（大正10年）高等試験に合格し、翌年、東京帝国大学法学部政治科を卒業する。同年、朝鮮総督府に出仕し、江原道属として学務課長、官房主事、地方課長などを歴任したのち黄海道に転じ、同地方課長、警務局勤務、外務事務官を務めた。ついで忠清南道、咸鏡北道、慶尚北道各警察部長、新京出張所長、駐満大使館朝鮮課長などを経て、1940年（昭和15年）9月、江原道知事を拝命し、1941年（昭和16年）11月に慶尚北道知事となった。